# Kannibalmordet i Malmö

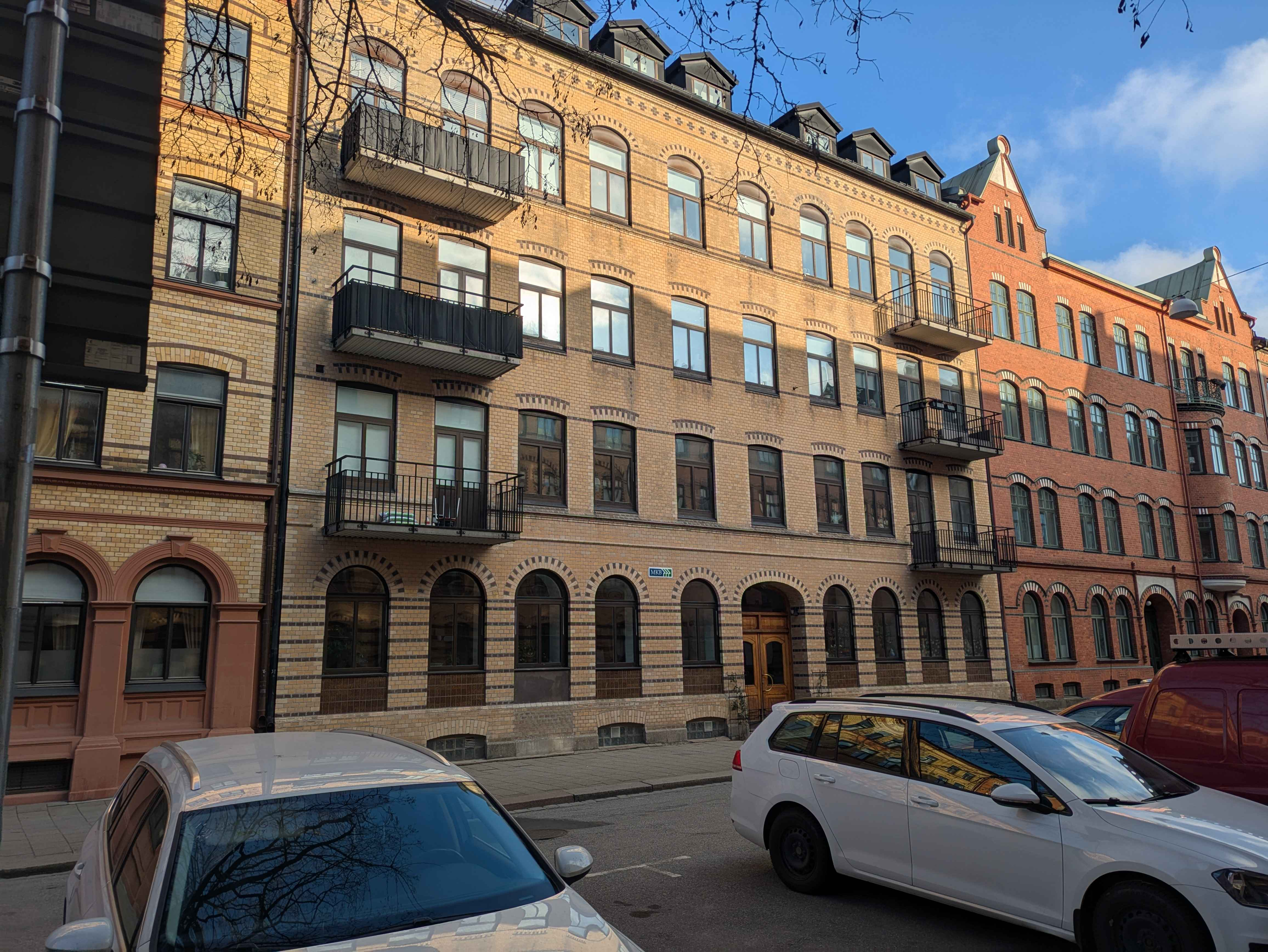
Kannibalmordet i Malmö inträffade på Kornettsgatan 20 B i centrala Malmö.

Kannibalmordet i Malmö (alternativt känt som Kannibalmordet på Kornettsgatan) var ett styckmord som begicks av Erik Ludvig Gyllenfjäder (född Bengt Erik Hjalmarsson; 18 mars 1949 - 12 januari 2015) mot sin dåvarande flickvän Ebba Katarina Jakobsson (29 oktober 1950 - 7 november 1979) i Gyllenfjäders lägenhet på Kornettsgatan 20 B i centrala Malmö den 7 november 1979. Enligt Gyllenfjäder hade Jakobsson avsikt att förföra honom när han läste, vilket han ansåg var störande. Han fäste då ett par handklovar runt Jakobssons handleder innan han dränkte henne i lägenhetens badkar.
Därefter styckade Gyllenfjäder Jakobssons kropp, vägde hennes likdelar och skrev ner dessa detaljer i en anteckningsbok. Gyllenfjäder behöll runt 44 kilo av Jakobssons kött, vilket han förvarade i sitt kylskåp. Under en veckas tid mellan 10 och 17 november 1979 konsumerade Gyllenfjäder ungefär 20 kilo av köttet under ett tiotal måltider. Ursprungligen stekte Gyllenfjäder köttet, men började istället koka det eftersom det blev mindre segt. Han serverade köttet tillsammans med ris, makaroner och potatis samt rött vin. Efter ungefär en veckas tid tröttnade Gyllenfjäder på köttet. Resten av Jakobssons skelett dumpades vid Ångbåtsbron i Inre hamnen, medan hennes inälvor klipptes sönder och spolades ner i toaletten.
Jakobsson anmäldes försvunnen av sina föräldrar den 10 november 1979. Polisens utredning började inte på allvar förrän Jakobssons sjukpension fortfarande betalades ut till en okänd individ. När Jakobssons far och polisen genomförde en kontroll av hennes lägenhet på Almbacksgatan den 16 januari 1980 greps Gyllenfjäder där. Gyllenfjäder blev snabbt misstänkt i Jakobssons försvinnande, och en husrannsakan genomfördes i Gyllenfjäders lägenhet. Där hittade polisen ett flertal av Jakobssons ägodelar. Köttet i hans kylskåp skickades till Nationellt forensiskt centrum i Linköping, där det konstaterades härstamma från en människa. Gyllenfjäder erkände då till styckmordet och kannibalism. Gyllenfjäder hänvisade senare polisen till Ångbåtsbron, där majoriteten av Jakobssons skelett påträffades.
Efter fyra månaders rättspsykiatrisk undersökning undersökning dömdes Gyllenfjäder den 25 juni 1980 till rättspsykiatrisk vård av Malmö tingsrätt då han hade blivit diagnoserad med schizofreni. Ovanligt nog i ett svenskt rättsfall behövde Gyllenfjäder ej vara närvarande under sin rättegång på grund av ett utlåtande av en läkare på Sankt Lars sjukhus i Lund. Han representerades av försvarsadvokat Börje Svedberg, som yrkade för rättspsykiatrisk vård, vilket även åklagare Ragnar Emanuelsson gjorde. De 6 november 1986 bytte han namn från Bengt Erik Hjalmarsson till Erik Ludvig Gyllenfjäder. Gyllenfjäder avled i sin lägenhet i Kroksbäck, Malmö den 12 januari 2015.